# Gordon Jones
Gordon Jones (Alden, 5 april 1911 - Tarzana, 12 juni 1963) was een Amerikaans acteur. Hij werd vooral bekend door zijn rol als The Green Hornet. Jones speelde in musicals, films en televisieprogramma's.

## Filmografie
Dit is een selectie van Gordons filmografie:
- Cimarron (1931)
- Her Uncle Sam (1935)
- Sea Devils (1937)
- Out West with the Hardys (1938)
- The Green Hornet (1940)
- You Belong to Me (1941)
- The Feminine Touch (1941)
- The Blonde from Singapore (1941)
- My Sister Eileen (1942)
- Flying Tigers (1942)
- Thirty Seconds Over Tokyo (1944)
- The Secret Life of Walter Mitty (1947)
- The Wistful Widow of Wagon Gap (1947)
- Mr. Soft Touch (1949)
- Easy Living (1949)
- Tokyo Joe (1949)
- The Marrying Kind (1952)
- The Winning Team (1952)
- Big Jim McLain (1952)
- Island in the Sky (1953)
- The Monster That Challenged The World (1957)
- Shoot-Out at Medicine Bend (1957)
- Live Fast, Die Young  (1958)
- The Shaggy Dog (1959)
- McLintock! (1963)

- Gemeinsame Normdatei: 1233714406
- International Standard Name Identifier: 0000 0000 3064 3702
- Library of Congress Control Number: n88051350
- Istituto Centrale per il Catalogo Unico: DDSV211807
- SNAC: w6c38r0d
- Virtual International Authority File: 23683146
- WorldCat: E39PBJcccMcM6RKTvgqykcdYT3